# 比爾基夫卡 (梅納區)
51°26′24″N 32°0′27″E / 51.44000°N 32.00750°E
比爾基夫卡（烏克蘭語：Бірківка）是位於烏克蘭北部切爾尼戈夫州裏科留基夫卡區的村莊，始建於1960年，面積2.86平方公里，海拔高度115米，人口550，人口密度每平方公里319.93人。